# Anders Frisk
Anders Frisk (* 18. Februar 1963 in Göteborg) ist ein ehemaliger schwedischer Fußballschiedsrichter, der von 1991 bis 2005 international tätig war.
Seine größten Turniere waren die Europameisterschaft 1996 in England, der Confederations Cup 1999 in Mexiko, die Europameisterschaft 2000 in Belgien und den Niederlanden, die Weltmeisterschaft 2002 in Japan und Südkorea sowie die Europameisterschaft 2004 in Portugal. Insgesamt leitete er acht Spiele bei EM-Endrunden, darunter das Finale 2000. Bis 2021 bedeutete dies einen Rekord, bevor selbiger durch Cüneyt Çakır und Björn Kuipers übertroffen wurde. Bis 2024 war Frisk auch der jüngste Schiedsrichter, der je ein EM-Finale gepfiffen hat, ehe ihn François Letexier in dieser Kategorie unterbot. Zudem leitete Frisk zahlreiche Endspiele in den internationalen Vereinswettbewerben.
Er gehörte neben dem Deutschen Markus Merk und dem Italiener Pierluigi Collina ab dem Jahr 2000 zu den besten und profiliertesten Schiedsrichtern weltweit und belegte bei den Wahlen zum Weltschiedsrichter des Jahres bis zum Ende seiner Laufbahn stets vordere Plätze, in den Jahren 2000 und 2001 den zweiten, 2004 den dritten Platz.
Für Schlagzeilen sorgte Frisk, als er 2004 die Champions-League-Partie zwischen der AS Rom und Dynamo Kiew beim Stand von 0:1 abbrechen musste, nachdem er in der Halbzeitpause von einem Feuerzeug oder einer Münze am Kopf getroffen worden war und sich dabei eine blutende Wunde zugezogen hatte. Nach Morddrohungen gegen ihn und seine Familie nach dem Champions-League-Spiel des FC Chelsea gegen den FC Barcelona am 8. März 2005 – Chelsea-Anhänger machten ihn für die 1:2-Niederlage im Hinspiel verantwortlich und José Mourinho verbreitete das Gerücht, er hätte den gegnerischen Trainer Frank Rijkaard in der Halbzeitpause in der Kabine empfangen – beendete Frisk seine Schiedsrichterlaufbahn mit sofortiger Wirkung. 2005 erhielt er aufgrund des Rücktritts den FIFA Presidential Award.